# Moulin de l'Ingratitude
Le moulin de l'Ingratitude ou Ondankmeulen est un moulin à vent dans la commune de Boeschepe, dans le département du Nord, en France. Il est situé juste à l'ouest du centre du village. Il s'agit d'un moulin en bois sur pivot, qui a été utilisé pour moudre du grain.

## Historique
À cet endroit s'est trouvé pendant des siècles un moulin, qu'au XVIe siècle les cartes de la région appelaient Moulin de l'Ingratitude ; une légende ferait remonter ce nom à un différend entre le propriétaire et le charpentier. Le bâtiment actuel, construit en 1802, se trouvait d'abord à La Motte-au-Bois. En 1884, le nouveau propriétaire, Benoît Houvenaghel, le fit déplacer à Boeschèpe. Un convoi exceptionnel de 6 charrettes traversa la Ville de Bailleul à 3 reprises. Pendant la grande guerre, il fut utilisé comme poste d'observation par l'artillerie anglaise. Bombardé et miné, il fut sauvé en avril 1918 par le recul de l'armée allemande. Après la mort du propriétaire, sa fille loua le moulin dont le dernier meunier arrêta l'exploitation en 1958. En 1964 il devint la propriété de la commune et en 1966 on commença à en restaurer différentes parties. Ce n'est que dans la première moitié des années 1970 qu'il recommença à fonctionner. Les travaux ont été achevés en 1975. En 1977, le moulin fut inscrit comme monument historique,.

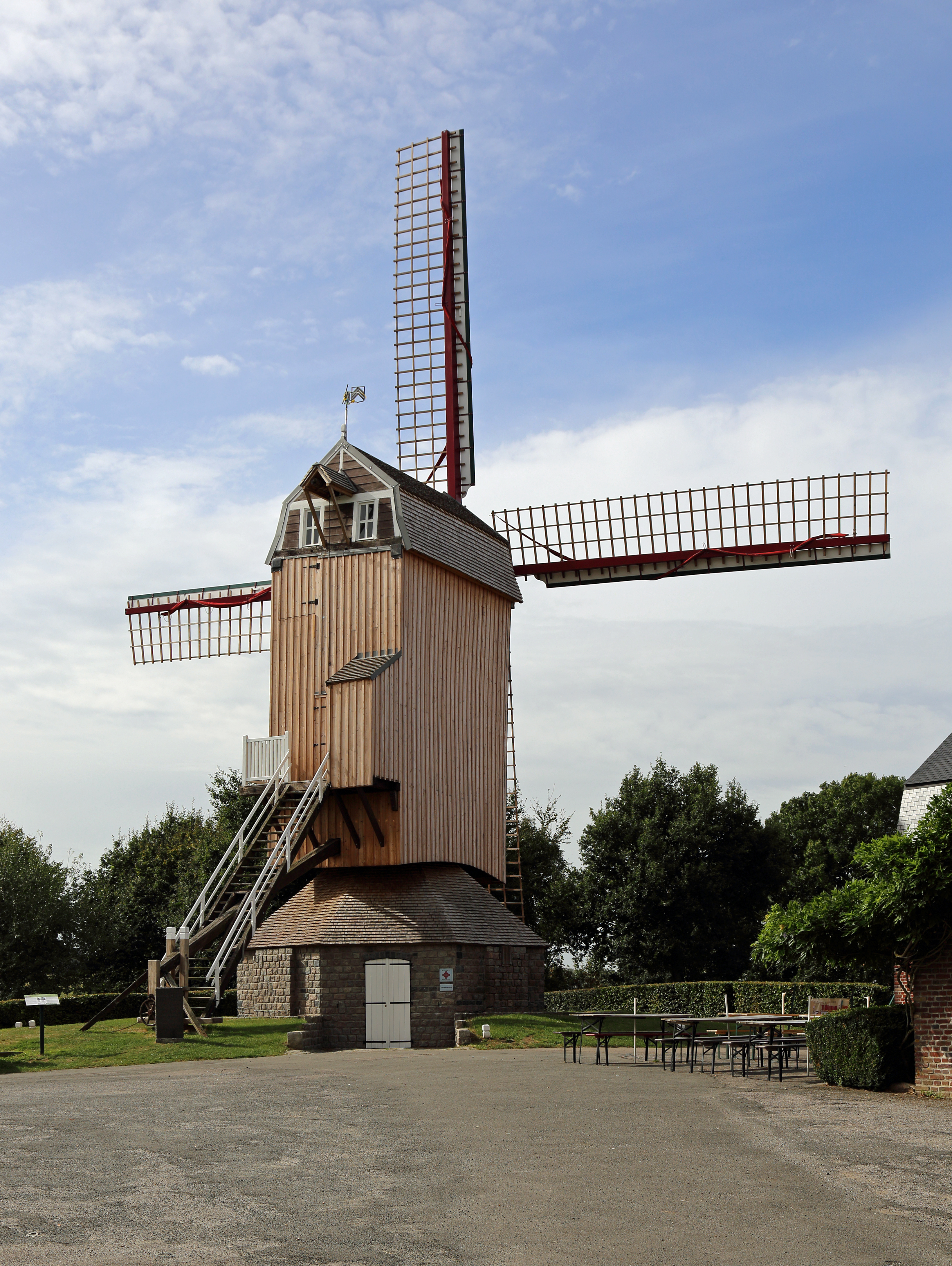
Le moulin
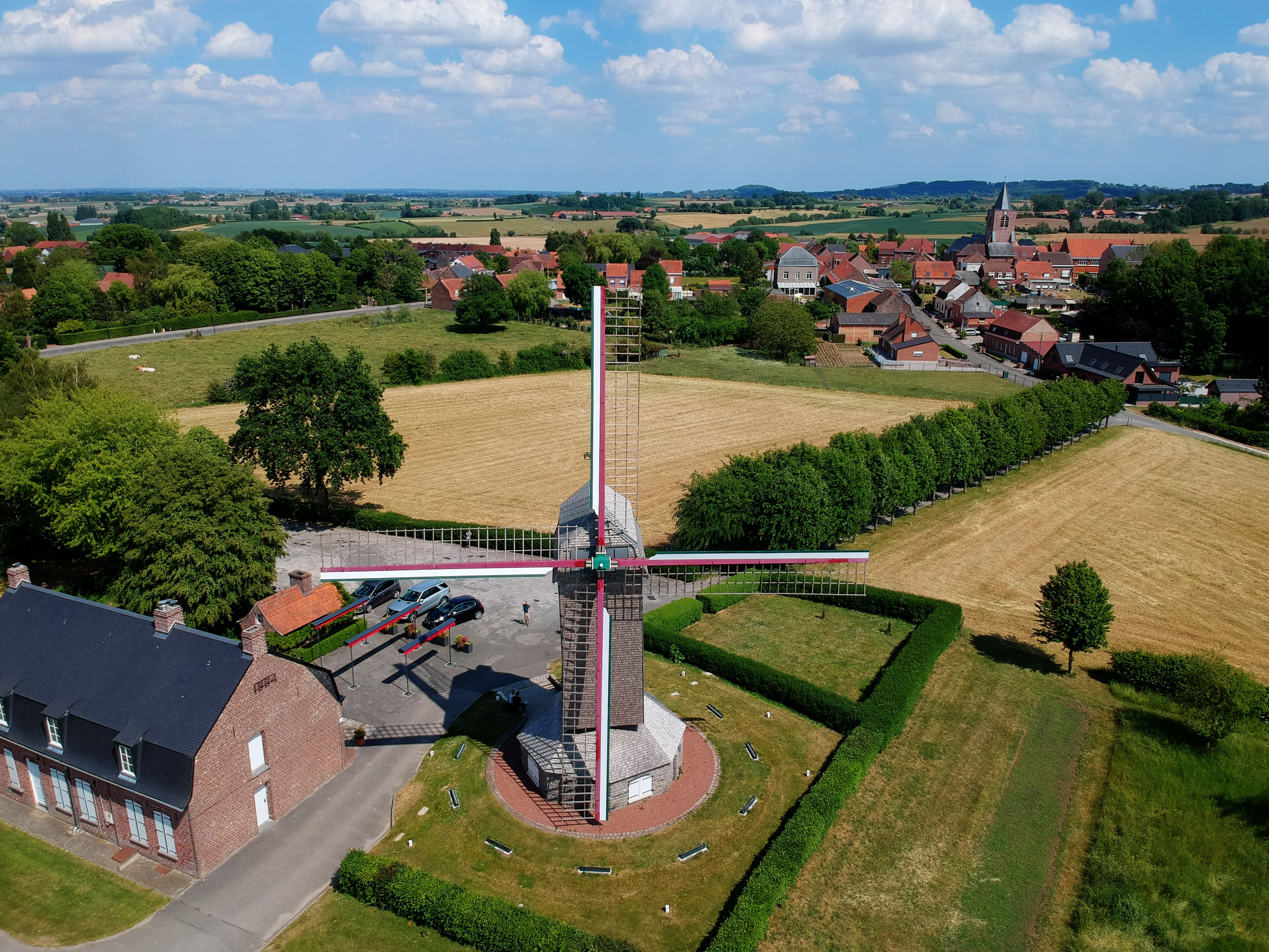
Moulin de l'Ingratitude vu du ciel
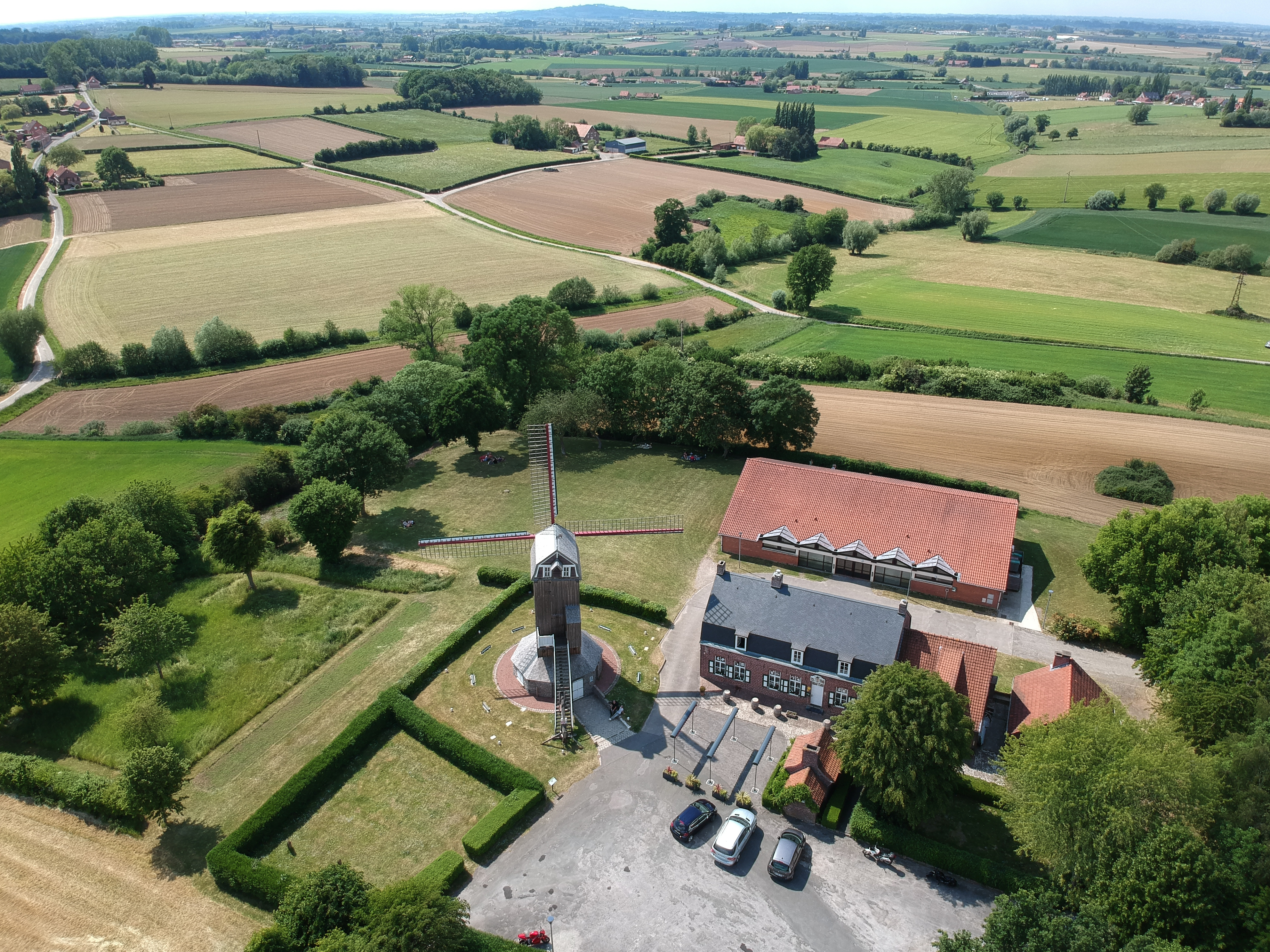
Moulin de l'Ingratitude vu du ciel

## Culture
Le moulin a servi en 2023 de lieu d'intrigue au film pour enfants "La Quête de la Musique perdue" tourné et sortie en 2023, cinquième épisode de la série Les Fabuleuses Aventures de Jean et Henri de Grégory Soodts.